# بیکاز
شهر بیکاز (به رومانیایی: Bicaz) در شهرستان نئم در کشور رومانی واقع شده‌است. جمعیت این شهر ۸٬۹۱۱ نفر  است.

## نگارخانه

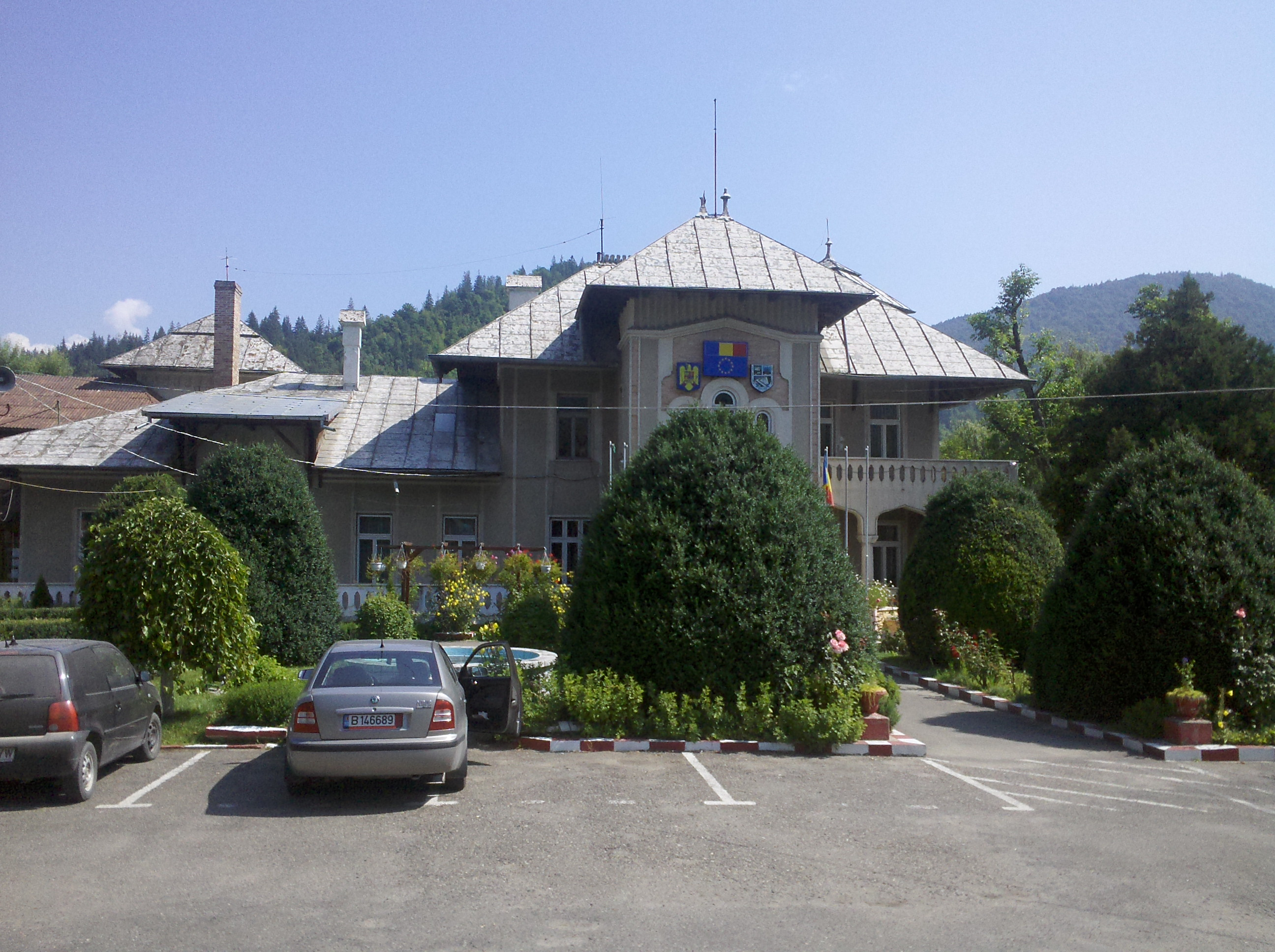
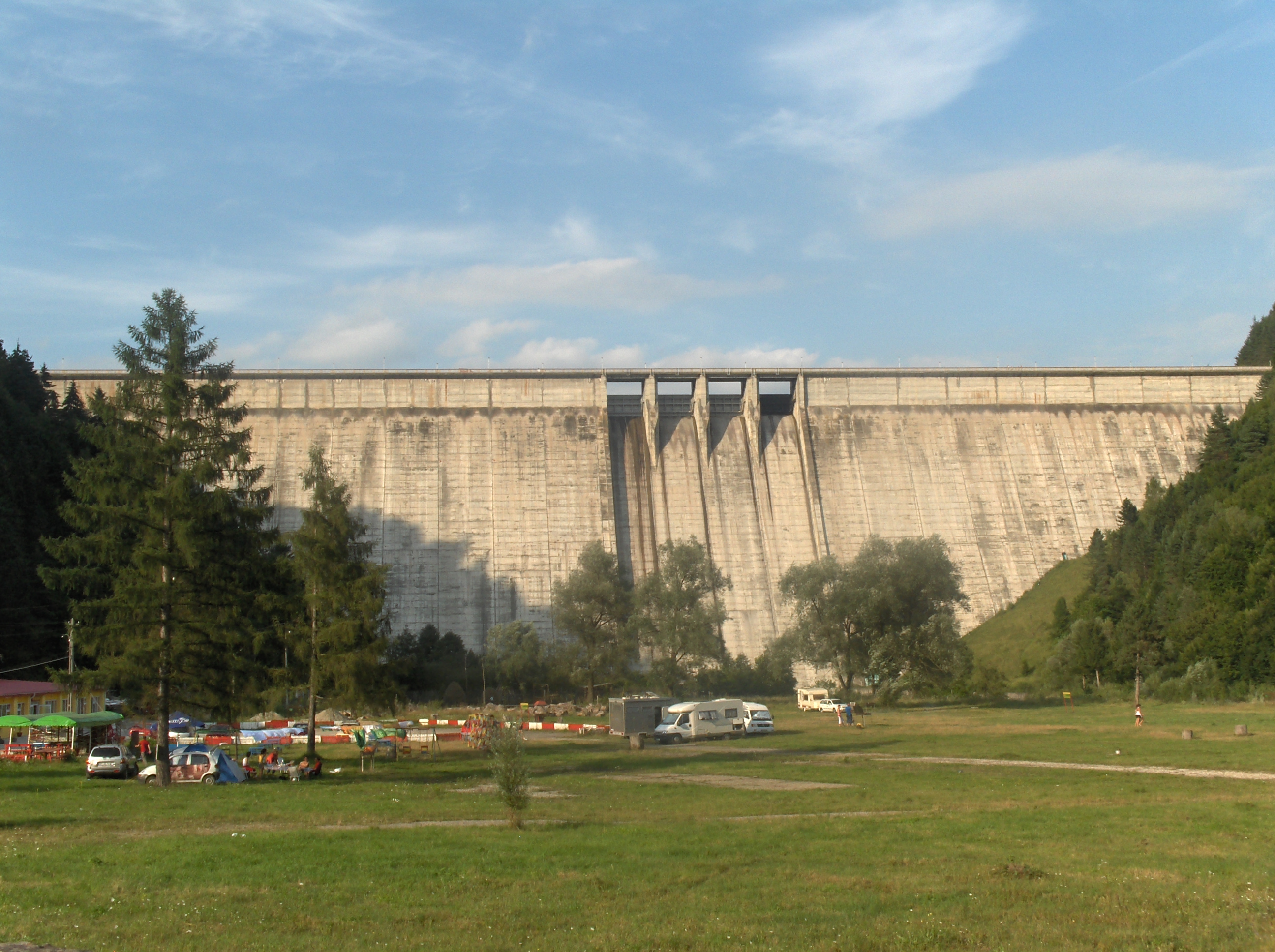
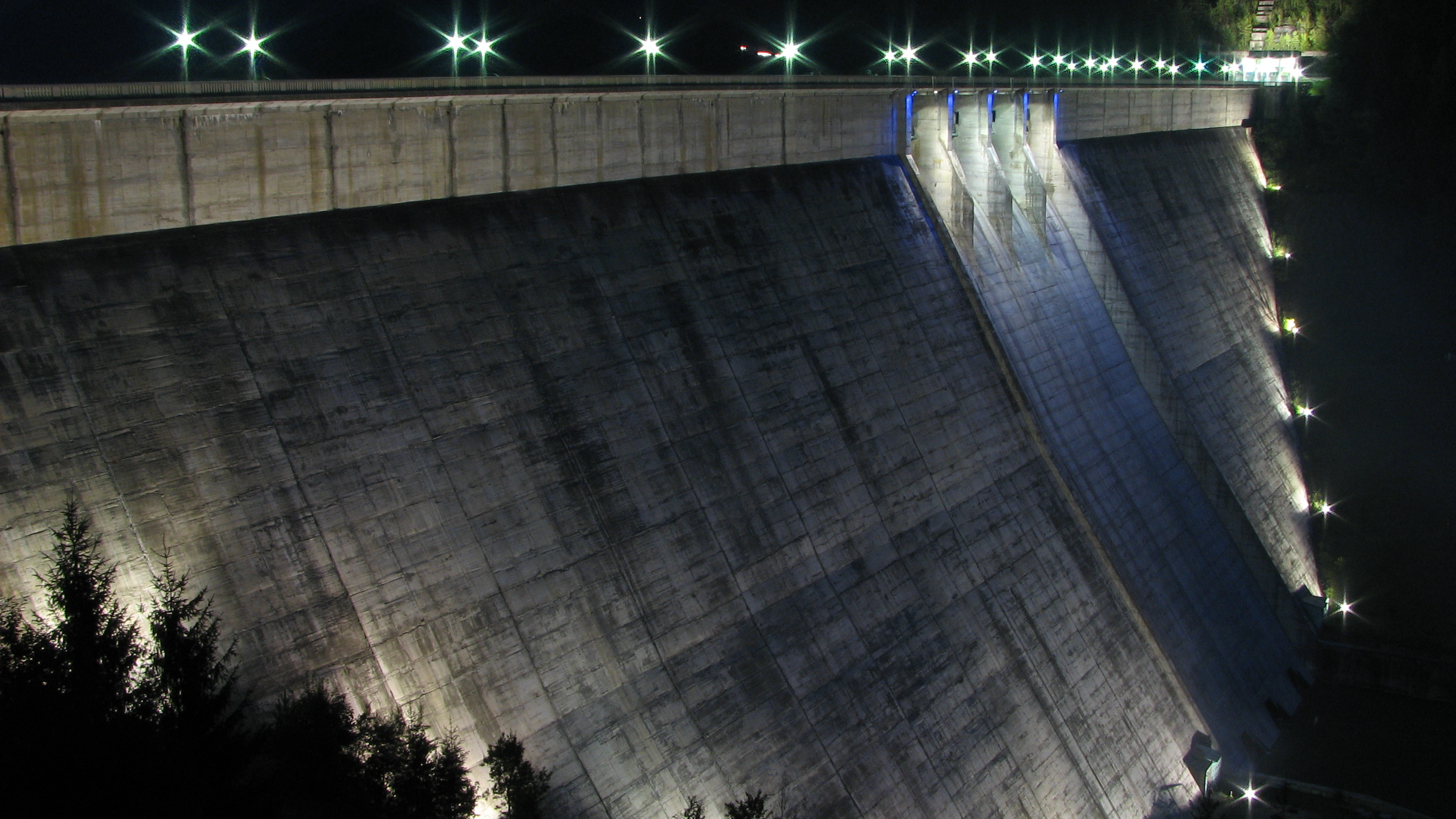
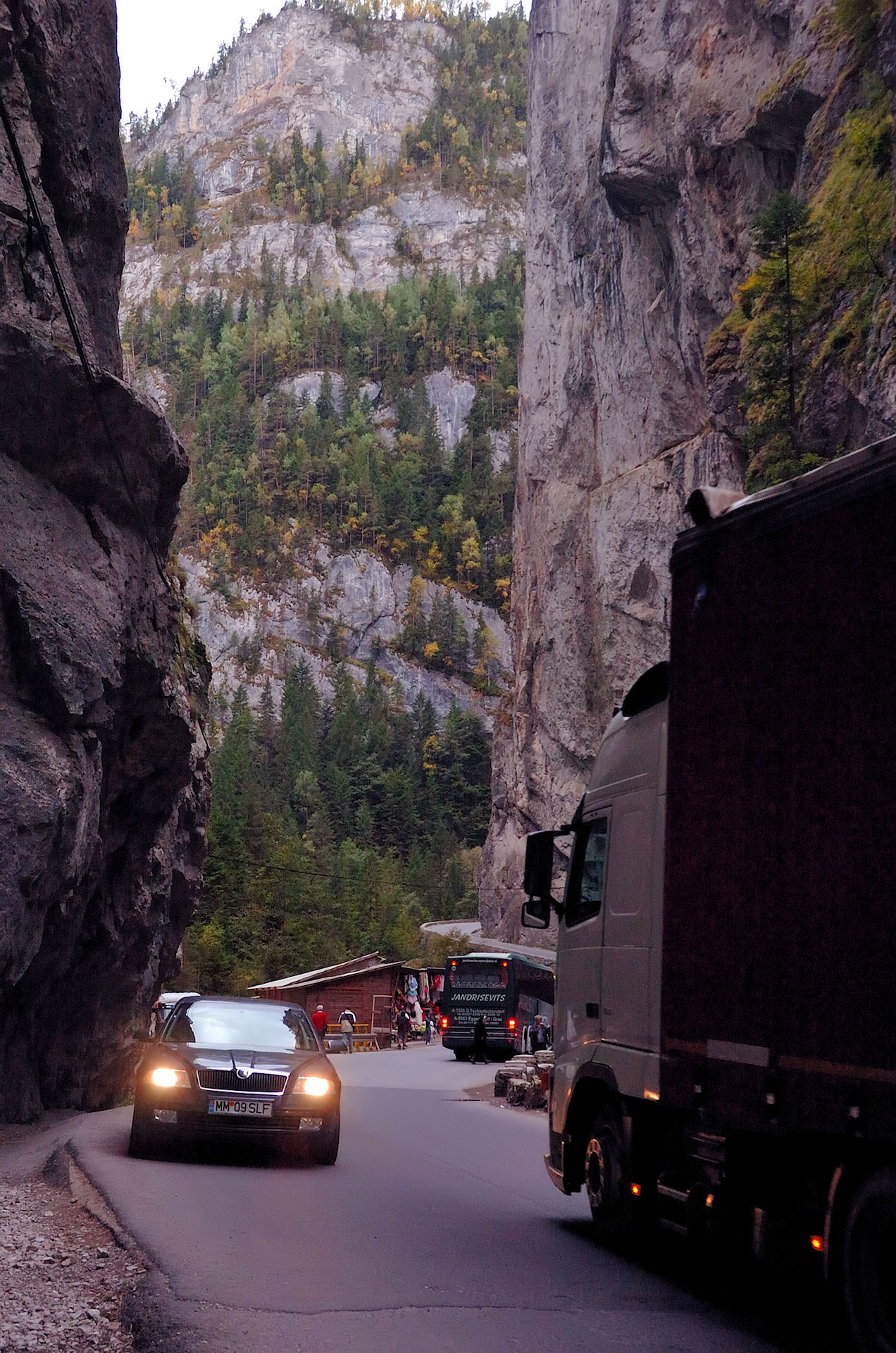